# Občina Mokronog-Trebelno
Občina Mokronog-Trebelno je jednou z 212 občin ve Slovinsku. Nachází se v Jihovýchodním slovinském regionu na území historického Kraňska. Občinu tvoří 43 sídel, její rozloha je 73,4 km² a v roce 2015 zde žilo 3024 obyvatel. Správním střediskem občiny je sídlo Mokronog. Občina vznikla 1. března 2006 oddělením od občiny Trebnje.

## Členění občiny
Občinu tvoří 43 sídel: Beli Grič, Bitnja vas, Bogneča vas, Brezje pri Trebelnem, Brezovica pri Trebelnem, Bruna vas, Cerovec pri Trebelnem, Cikava, Dolenje Laknice, Dolenje Zabukovje, Drečji Vrh, Češnjice pri Trebelnem, Čilpah, Čužnja vas, Gorenja vas pri Mokronogu, Gorenje Laknice, Gorenje Zabukovje, Gorenji Mokronog, Hrastovica, Jagodnik, Jelševec, Križni Vrh, Log, Maline, Martinja vas pri Mokronogu, Mirna vas, Mokronog, Most, Ornuška vas, Ostrožnik, Podturn, Pugled pri Mokronogu, Puščava, Radna vas, Ribjek, Roje pri Trebelnem, Slepšek, Srednje Laknice, Sveti Vrh, Štatenberk, Trebelno, Velika Strmica, Vrh pri Trebelnem.

## Sousední občiny
Občina Mokronog-Trebelno sousedí s 8 občinami: Šentrupert na severozápadě, Sevnica na severovýchodě, Škocjan a Šmarješke Toplice na východě, Novo mesto na jihu, Mirna Peč na jihozápadě, Trebnje a Mirna na západě.